# Maximilian von Troschke (Landrat, 1719)
Maximilian Gottlob Freiherr von Troschke (auch Troschke und Rosenwerth)  (geb. 23. Dezember 1719; gest. 27. August 1784 in Schwiebus) war ein preußischer Kammerherr und Landrat.

## Herkunft und Leben

Stammwappen derer von Troschke

Maximilian Gottlob von Troschke war Angehöriger des preußischen Adelsgeschlechtes Troschke. Er war der Sohn des polnisch und kursächsischen Kammerherrn Sigismund Friedrich von Troschke (1692–1750). Unter Namens- und Wappenvereinigung mit den von Rosenwerth wurde sein Vater 1717 in den böhmischen Freiherrnstand erhoben. Seine Mutter war Maria Charlotte Catharina (* 1697), geb. Freiin von Brecher und Rosenwerth. Maximilian Gottlob besuchte zunächst vom August 1735 bis September 1737 die Ritterakademie (Brandenburg an der Havel), bevor er sich am 8. Oktober 1738 an der Universität Frankfurt (Oder) immatrikulierte. Zwischen 1765 und 1784 amtierte er als Landrat im Kreis Schwiebus.

## Persönliches
Maximilian Gottlob von Troschke wurde im Jahr 1770 mit dem Titel eines Kammerherrn ausgezeichnet. Er war Erbherr der im Kreis Züllichau-Schwiebus gelegenen Orte Koppen, Muschten, Rietschütz und Witten. In erster Ehe vermählte er sich mit Charlotte von Sydow. In zweiter Ehe heiratete er im Mai 1773 Helene Charlotte († 1825), geb. von Seidlitz.